# ميلينغتون (ميشيغان)
ميلينغتون (بالإنجليزية: Millington, Michigan)‏ هي منطقة سكنية تقع في الولايات المتحدة في مقاطعة توسكولا (ميشيغان). يقدر عدد سكانها بـ 1,072 نسمة ومساحتها 3.50 كم2 وترتفع عن سطح البحر 229 متر.

## التركيبة السكانية
قام مكتب تعداد الولايات المتحدة بتحديد بيانات التركيبة السكانية لميلينغتون في تعداد الولايات المتحدة. في ما يلي، التركيبة السكانية حسب تعدادي 2000 و2010.

### تعداد عام 2000
بلغ عدد سكان ميلينغتون 1,137 نسمة بحسب تعداد عام 2000، وبلغ عدد الأسر 446 أسرة وعدد العائلات 306 عائلة مقيمة في القرية.
وتوزع التركيب العرقي للقرية بنسبة 98.86% من البيض و 0.18% من الأمريكيين الأصليين و 0.09% من الأمريكيين ذوي الأصول الآسيوية و 0.35% من الأمريكيين الأفارقة و 0.35% من عرقين مختلطين أو أكثر.
بلغ عدد الأسر 446 أسرة كانت نسبة 35.4% منها لديها أطفال تحت سن الثامنة عشر تعيش معهم، وبلغت نسبة الأزواج القاطنين مع بعضهم البعض 49.3% من أصل المجموع الكلي للأسر، ونسبة 16.8% من الأسر كان لديها معيلات من الإناث دون وجود شريك، وكانت نسبة 31.2% من غير العائلات. تألفت نسبة 27.4% من أصل جميع الأسر من أفراد ونسبة 13.5% كانوا يعيش معهم شخص وحيد يبلغ من العمر 65 عاماً فما فوق. وبلغ متوسط حجم الأسرة المعيشية 3.05، أما متوسط حجم العائلات فبلغ 2.51.
بلغ العمر الوسطي للسكان 33 عاماً. وكانت نسبة 27.4% من القاطنين تحت سن الثامنة عشر، وكانت نسبة 10.1% بين الثامنة عشر والأربعة وعشرون عاماً، ونسبة 28.1% كانت واقعةً في الفئة العمرية ما بين الخامسة والعشرون حتى والأربعة وأربعون عاماً، ونسبة 20.1% كانت ما بين الخامسة والأربعون حتى الرابعة والستون، ونسبة 14.3% كانت ضمن فئة الخامسة والستون عاماً فما فوق. يوجد لكل 100 أنثى 82.5 ذكر، ويوجد لكل 100 أنثى في الثامنة عشر من عمرها فما فوق 79.2 ذكر.
بلغ متوسط دخل الأسرة في القرية 35,223 دولار، أما متوسط دخل العائلة فبلغ 42,353 دولار. وكان متوسط دخل الذكور 32,381 دولار مقابل 22,625 دولار للإناث. وسجل دخل الفرد الخاص بالقرية 17,195 دولار. وكانت نسبة 6.6% من العائلات ونسبة 10.2% من السكان تحت خط الفقر، وكان من هؤلاء نسبة 17.2% تحت سن الثامنة عشر ونسبة 4.3% في الخامسة والستين من العمر وما فوق.

### تعداد عام 2010
بلغ عدد سكان ميلنغتون 642 نسمة بحسب تعداد عام 2010، وبلغ عدد الأسر 234 أسرة وعدد العائلات 174 عائلة مقيمة في البلدة. في حين سجلت الكثافة السكانية 958.2 نسمة لكل ميل مربع (370.0/كم2). وبلغ عدد الوحدات السكنية 256 وحدة بمتوسط كثافة قدره 382.1 لكل ميل مربع (147.5/كم2).
وتوزع التركيب العرقي للبلدة بنسبة 72.0% من البيض و 3.0% من الأمريكيين ذوي الأصول الآسيوية و 13.9% من الأمريكيين الأفارقة و 1.9% من عرقين مختلطين أو أكثر.
بلغ عدد الأسر 234 أسرة كانت نسبة 37.2% منها لديها أطفال تحت سن الثامنة عشر تعيش معهم، وبلغت نسبة الأزواج القاطنين مع بعضهم البعض 50.4% من أصل المجموع الكلي للأسر، ونسبة 17.1% من الأسر كان لديها معيلات من الإناث دون وجود شريك، بينما كانت نسبة 6.8% من الأسر لديها معيلون من الذكور دون وجود شريكة وكانت نسبة 25.6% من غير العائلات. تألفت نسبة 17.1% من أصل جميع الأسر من أفراد ونسبة 4.7% كانوا يعيش معهم شخص وحيد يبلغ من العمر 65 عاماً فما فوق. وبلغ متوسط حجم الأسرة المعيشية 2.95، أما متوسط حجم العائلات فبلغ 2.74.
بلغ العمر الوسطي للسكان 36.2 عاماً. وكانت نسبة 22.6% من القاطنين تحت سن الثامنة عشر، وكانت نسبة 11.5% بين الثامنة عشر والأربعة وعشرون عاماً، ونسبة 29.2% كانت واقعةً في الفئة العمرية ما بين الخامسة والعشرون حتى والأربعة وأربعون عاماً، ونسبة 27.8% كانت ما بين الخامسة والأربعون حتى الرابعة والستون، ونسبة 9% كانت ضمن فئة الخامسة والستون عاماً فما فوق. وتوزع التركيب الجنسي للسكان بنسبة 48.6% ذكور و51.4% إناث.